# Julius Streicher
Julius Streicher (ur. 12 lutego 1885 we Fleinhausen k. Augsburga, zm. 16 października 1946 w Norymberdze) – członek NSDAP, w latach 1925–1940 gauleiter Frankonii, Obergruppenführer SA, organizator pogromów i bojkotów Żydów oraz redaktor, a potem wydawca niemieckiego pisma prowadzącego nagonki na Żydów – „Der Stürmer”, które było ważną częścią nazistowskiej machiny propagandy. Z zawodu Streicher był nauczycielem.

## Życiorys

### Wczesne lata
Urodził się 12 lutego 1885 jako dziewiąte dziecko nauczyciela w szkole podstawowej. W 1909 roku tak jak jego ojciec rozpoczął pracę nauczyciela. Podczas I wojny światowej służył w armii niemieckiej, został odznaczony Krzyżem Żelaznym, szybko awansował, wojnę zakończył w stopniu porucznika.

### Działalność polityczna
W 1920 roku dołączył do Niemieckiej Partii Socjalistycznej (niem. Deutschsozialistische Partei, DSP) i został szefem jej oddziału we Frankonii. W tym samym roku wystartował w wyborach parlamentarnych, był pierwszy na liście kandydatów DSP w stolicy Frankonii Norymberdze. Partia przegrała jednak wybory, w Norymberdze zdobyła jedynie 1% głosów. Streicher nie zraził się jednak do polityki, wkrótce założył swoje pierwsze pismo „Deutsche Sozialist” („niemiecki socjalista”), pismo później zmieniło nazwę na „Deutscher Volkswille” („wola narodu niemieckiego”). W czasopiśmie publikował proste, krótkie artykuły polityczne adresowane do robotników. Wiodącym wątkiem był antysemityzm. Radykalny antysemityzm Streichera wkrótce doprowadził do konfliktu z władzami DSP. Pismo Streichera nie przestrzegało oficjalnej linii partii, po jednym z ataków gazety na jezuitów DSP opuściło kilku członków.
20 października 1922 roku Streicher zerwał z DSP i podporządkował oddział partii Hitlerowi, co spowodowało wzrost liczby członków NSDAP z 6000 do 20 000. NSDAP zyskało także redagowane przez Streichera czasopismo „Deutsche Volkswille”. Sam Streicher stał się oddanym zwolennikiem Hitlera.
W listopadzie 1923 roku wspólnie z Hitlerem wziął udział w nieudanym puczu monachijskim. Po puczu został aresztowany i zawieszony w szkole, w której dotychczas pracował jako nauczyciel. W okresie pobytu Hitlera w więzieniu i delegalizacji NSDAP wstąpił do DAP i został wybrany do parlamentu Bawarii w kwietniu 1924 roku. Wkrótce jednak pokłócił się z innymi członkami DAP i został wydalony z partii. W tym samym roku wystartował w wyborach do rady miasta Norymbergi i udało mu się zdobyć mandat. Podczas kadencji w radzie miasta zajmował się głównie atakowaniem urzędującego burmistrza Hermanna Luppego. Luppe pozywał go wielokrotnie, na ogół wygrywał procesy o zniesławienie, Streicher jednak traktował wystąpienia sądowe jako formę promocji swojej osoby. Wygłaszał długie przemowy polityczne, które były oklaskiwane przez licznie zbierających się na sali sądowej zwolenników nazistów.
4 marca 1925 roku, po reaktywacji NSDAP, został mianowany Gauleiterem (regionalnym przywódcą) NSDAP we Frankonii. W 1932 roku został wybrany do Reichstagu z listy NSDAP.
Od 1933 roku, po zdobyciu władzy przez Hitlera, jako gauleiter Frankonii posiadał prawie absolutną władzę nad tym regionem Niemiec. Został mianowany przywódcą komitetu organizującego bojkot sklepów żydowskich zaplanowany na 1 kwietnia 1933 roku. Bojkot wyglądał w ten sposób, że uzbrojeni członkowie SA blokowali wejścia do sklepów żydowskich. W 1938 roku po brutalnych pogromach Żydów podczas tzw. nocy kryształowej wykorzystał swoją władzę do przywłaszczenia mienia żydowskiego. Tego rodzaju postępowanie nie było niczym niecodziennym wśród nazistowskich przywódców, ale wrogowie Streichera w obozie nazistowskim wykorzystali to przeciwko niemu. Streicher był szczególnie znienawidzony przez Hermanna Göringa. Pismo wydawane przez Streichera insynuowało bowiem, że Göring jest impotentem a jego córka Edda urodziła się na skutek sztucznego zapłodnienia.
W 1939 r. powołano specjalną komisję, która miała badać nieprawidłowości i korupcję podczas rządów Streichera we Frankonii. Komisja stwierdziła liczne przestępstwa. Oprócz kradzieży mienia żydowskiego zwrócono uwagę na pobicia oponentów politycznych i skandale seksualne (zatrudniał swoje kochanki w urzędach i opłacał je ze środków publicznych). Komisja rekomendowała zawieszenie Streichera. Hitler zachował jednak słabość do swojego poplecznika i pozwolił mu zachować stanowisko. Po wybuchu II wojny światowej Streicher popełnił jednak błąd: w jednym z przemówień skrytykował niemieckie siły zbrojne. Hitler zmienił zdanie, zgodził się na powołanie trybunału partyjnego. Trybunał zdecydował o odebraniu Streicherowi władzy. W praktyce Streicher stracił więc władzę i wpływy w partii, jednakże po interwencji Hitlera nominalnie nadal pozostał gauleiterem i redaktorem naczelnym pisma „Der Stürmer”. Wydano również zakaz opuszczania majątku pod Norymbergą. Streicher był więc w swoistym areszcie domowym i został w ten sposób całkowicie wykluczony z polityki.
Do końca wojny przebywał w swoim majątku pod Norymbergą, nie biorąc żadnego udziału w polityce.

### „Der Stürmer”
Pismo „Der Stürmer”, wydane po raz pierwszy 20 kwietnia 1923 roku, osiągnęło w okresie swojego największego rozwoju w 1938 r. nakład pół miliona egzemplarzy.
„Der Stürmer” bardzo często prezentował karykatury Żydów, jak również cechował się połączeniem antysemityzmu z obsesjami pornograficznymi. Od 1927 roku na stronie tytułowej pisma znajdowała się stale sentencja Heinricha von Treitschkego: „Żydzi są naszym nieszczęściem” (niem. „Die Juden sind unser Unglück”).
Prezentowane w „Der Stürmer” treści nawet Goebbels określił jako zwyczajną pornografię, a niektórzy gauleiterzy utrudniali kolportaż na podlegających im obszarach. W 1935 Hitler na krótki czas zakazał wydawania pisma.
Wydawnictwo Streichera wydało również antysemicką książeczkę dla dzieci pt. „Der Giftpilz” („Trujący grzyb”).

### Aresztowanie

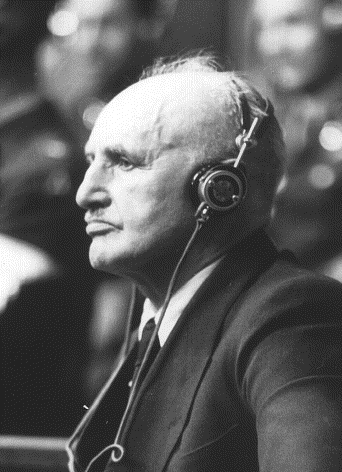
Julius Streicher w czasie procesów norymberskich

Streicher został aresztowany w przypadkowy sposób. Dokonał tego amerykański major Henry G. Plitt, który 23 maja 1945 przejeżdżał przez wioskę w pobliżu austriackiego miasteczka Waidring w Alpach Bawarskich w stronę Berchtesgaden i zatrzymał się przy zagrodzie chłopskiej. Znajdował się tam starzec podający się za artystę-malarza. Mający żydowskie korzenie mjr Plitt zidentyfikował go jako poszukiwanego listem gończym Streichera, mimo zapewnień, że nazywa się on Joseph Sailer. Wśród opinii publicznej krążyła wówczas informacja, iż „największy żydożerca został aresztowany przez Żyda”.

### Proces norymberski
W czasie procesu norymberskiego w 1946 r. Streicher był sądzony wraz z innymi nazistowskimi zbrodniarzami. Psycholog więzienny Gustave M. Gilbert podczas swoich badań na osadzonych ustalił ich iloraz inteligencji (IQ) – Streicher miał wynik 106 (najniższy ze wszystkich, ale powyżej średniej). Wyrokiem Trybunału został uznany za winnego zbrodni przeciwko ludzkości i skazany na karę śmierci przez powieszenie. Karę wykonano 16 października 1946. Jedne z ostatnich słów Streichera brzmiały: „Pewnego dnia bolszewicy powieszą też was” oraz „Purim 1946”.
Streicher jest przykładem człowieka skazanego za zbrodnie przeciwko ludzkości, który sam osobiście nikogo nie zamordował. Jednak jego działalność propagandowa zdaniem oskarżycieli wydatnie przyczyniła się do tych zbrodni.
Do końca wierzył w słuszność polityki Hitlera. Stojąc na szubienicy zdążył jeszcze wykrzyczeć: „Sieg Heil”.